# Siedlice (powiat policki)

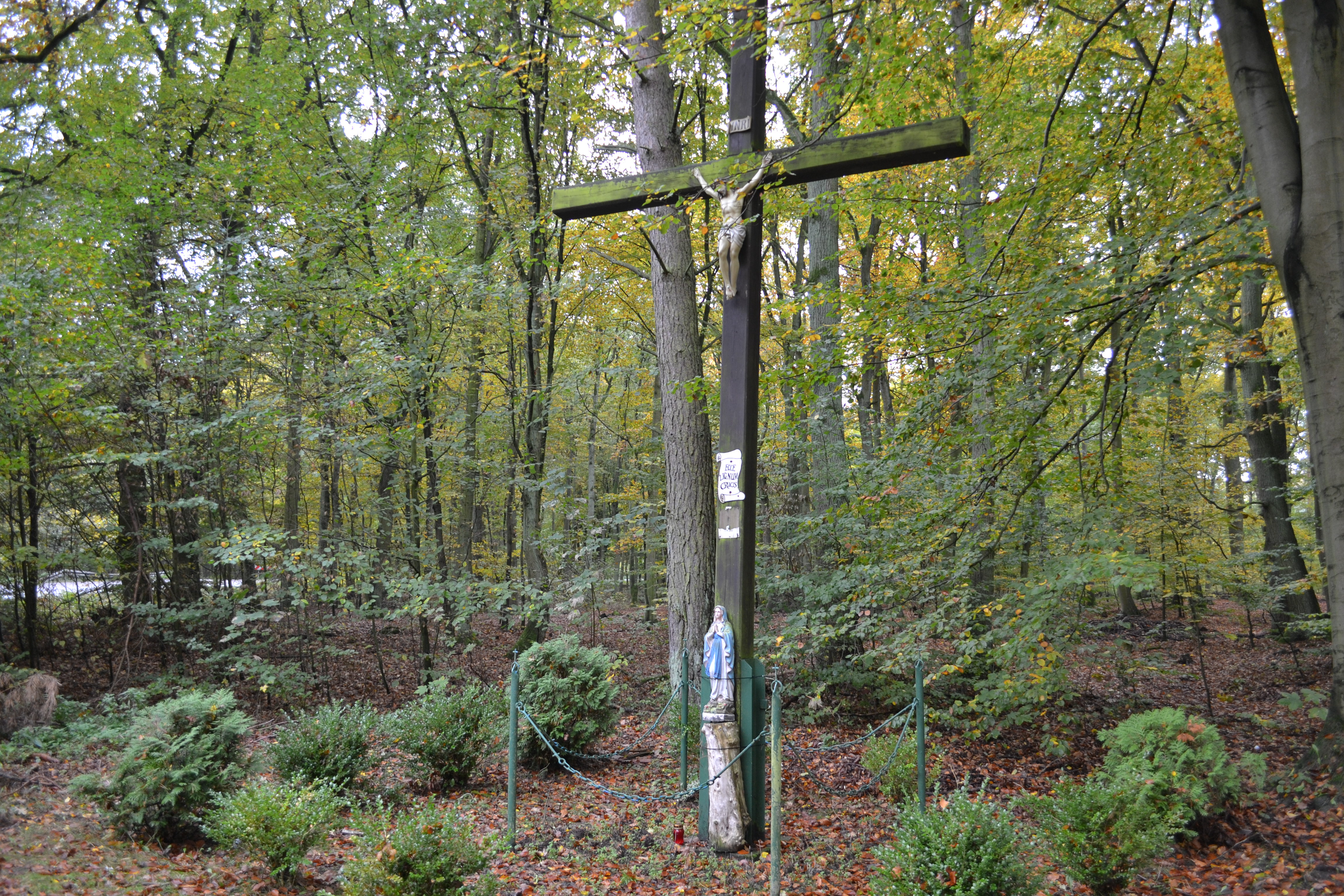
Krzyż ustawiony na miejscu dawnego kościoła

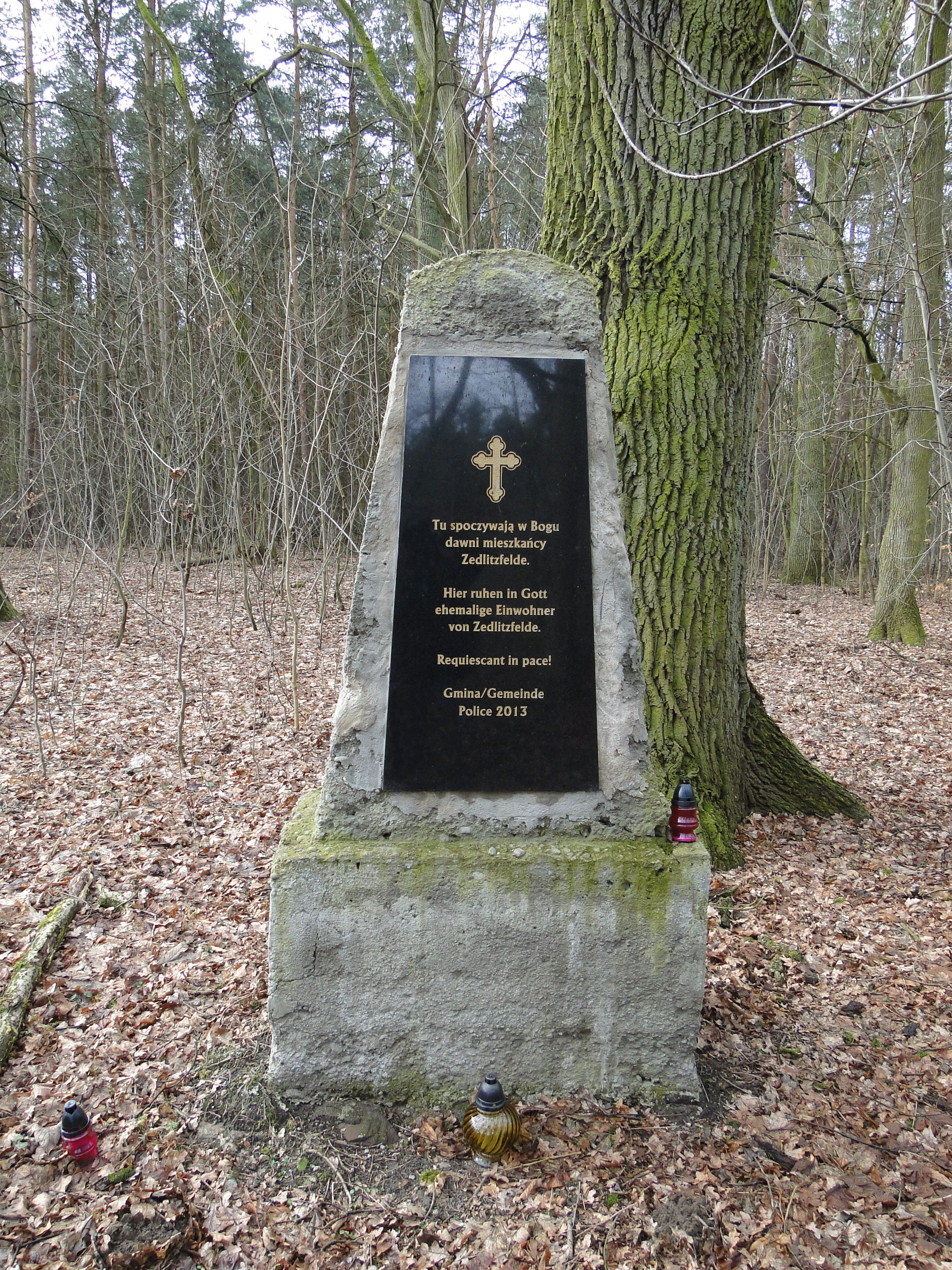
Tablica upamiętniająca dawny poniemiecki cmentarz w Siedlicach

Siedlice (do 1945 niem. Zedlitzfelde) – wieś w Polsce w województwie zachodniopomorskim, w powiecie polickim, w gminie Police przy granicy miasta Police. Leżą na Wzgórzach Warszewskich w Puszczy Wkrzańskiej nad Piwniczną Strugą z uchodzącym do niej strumieniami Wkrzanka i Wilcza.

## Historia
Początki osady (nazwanej pierwotnie Heckelwerk) sięgają XIII w. i wiążą się z osadnictwem niemieckim tego okresu. W 1299 r. proboszcz katedralny Kościoła Mariackiego w Szczecinie Hermanus oddzielił wieś Heckelwerk od parafii w Policach. Książę pomorski Otton I przekazał podatek za wieś Heckelwerk klasztorowi w Jasienicy. Na terenie wsi istniał duży młyn wodny o nazwie Heckelwerk Mühle. Wieś została całkowicie zniszczona w czasie wojny trzydziestoletniej.
Pod koniec XVIII w. z rozkazu Fryderyka II Wielkiego, króla Prus, na opustoszałych terenach wokół Szczecina powstawały wsie kolonizacyjne i jedna z nich została ulokowana na terenie byłej osady Heckelwerk. Otrzymała ona jednakże nową nazwę – Zedlitzfelde, od nazwiska von Zedlitz, pruskiego ministra do spraw wyznaniowych. W roku 1782 wyznaczono 7 działek osadniczych (6 z nich podzielono na dwie części) dla 13 osadników. W 1796 r. dodano jeszcze jedną działkę osadniczą, tak że wieś liczyła 14 osadników gospodarujących na 103 morgach ziemi. W 1865 r. na 300 morgach było 14 pełnych gospodarzy oraz 11 zagrodników posiadających 17 koni, 30 krów, 30 owiec, 25 świń i 15 kóz. W 25 domach mieszkało 66 rodzin, w sumie było 301 mieszkańców. Oprócz rolników byli także drwale, 2 krawców, 1 kowal, 1 karczmarz, 1 nauczyciel i 2 handlarzy żywnością.
Kościół w Siedlicach zbudowano w 1905 r., był filią kościoła w Tanowie. Rozebrano go w 1975 r. po zniszczeniach poczynionych przez burzę.
W 1925 r. Siedlice liczyły 355, w 1933 r. 309, a w 1939 r. 341 mieszkańców.

## Turystyka i komunikacja
Przez wieś po szosie prowadzi  Szlak "Puszcza Wkrzańska" a w pobliskim lesie przebiega  czerwony pieszy szlak "Ścieżkami Dzików".
- Drogi, bezpieczeństwo na drodze

Z północnego wschodu na południowy zachód przez Siedlice przebiega droga łącząca Police (ul. Wyszyńskiego), Siedlice, Leśno Górne i Pilchowo (ul. Leśna). Droga ta na obszarze zabudowanym Siedlic oraz między Siedlicami a Leśnem Górnym ma kilka niebezpiecznych zakrętów wynikających z ukształtowania terenu Wzgórz Warszewskich. Z tego powodu zarówno kierowcy jak i rowerzyści oraz piesi powinni zachować szczególną ostrożność wymaganą od uczestników ruchu drogowego.
- Linie autobusowe (SPPK Police)

106 do Starego Miasta w Policach, przez Nowe Miasto w Policach,
106 do osiedla Głębokie w Szczecinie przez Leśno Górne i Pilchowo,
110 do Starego Miasta w Policach, przez Nowe Miasto w Policach